# Sleeping Beauty (film)
Pour les articles homonymes, voir La Belle au bois dormant (homonymie) et Sleeping Beauty (homonymie).
Pour plus de détails, voir Fiche technique et Distribution.
Sleeping Beauty est un film australien réalisé par Julia Leigh, sorti en 2011. Au Québec, le film est titré Belle de Nuit. Il s'agit d'une adaptation du roman Les Belles Endormies de l'écrivain japonais Yasunari Kawabata.

## Synopsis
Lucy (Emily Browning), une jeune étudiante un peu paumée, vit de petits boulots. Un jour, elle se présente à une mystérieuse annonce. Discrétion, classe, et féminité sont de rigueur. Il s'agit de se mettre au service d'un réseau de gens très fortunés désireux d'érotisme haut de gamme. Pour son initiation, Lucy doit servir à table en lingerie fine, chapeautée de filles plus anciennes qui, elles, sont dénudées, parées d'une lingerie fétichiste. Lucy se montre parfaite et peut prétendre à l'étape supérieure. D'autant plus que la rémunération est extrêmement forte, suffisante pour déménager dans un appartement de luxe qui surplombe la ville. Clara (Rachael Blake), la belle femme directrice du réseau, explique à Lucy que certains hommes rêvent de coucher avec de jolies jeunes filles endormies. Mais le sommeil doit être réel. Pour cela, Lucy devra prendre un somnifère puissant. Après quoi, Lucy se retrouve nue dans le lit d'une chambre luxueuse où un homme âgé arrive bientôt, accompagné de Clara qui lui rappelle les règles : pas de pénétration. Parallèlement à ces nuits de sommeil dont Lucy ne garde aucun souvenir au réveil, nous suivons des éléments de sa vie : une mère violente et alcoolique, un vieil ami condamné par la maladie, des sorties en boîte de nuit où elle n'hésite pas à avoir un langage très direct avec les hommes. Un jour, voulant savoir, Lucy achète une micro caméra qu'elle dissimule dans la chambre des ébats. Mais cette fois, l'homme avait choisi de passer sa dernière nuit avec elle et Lucy se réveille à côté d'un cadavre. En le constatant, Lucy se met à hurler de douleur et de dégoût.

## Fiche technique
Sauf mention contraire, cette fiche technique est établie à partir d'IMDb.
- Titre original : Sleeping Beauty
- Titre québécois : Belle de nuit
- Réalisation : Julia Leigh
- Scénario : Julia Leigh, d'après le roman de Yasunari Kawabata
- Direction artistique : Jocelyn Thomas
- Décors : Lisa Thompson
- Costumes : Shareen Beringer
- Photographie : Geoffrey Simpson
- Son : Sam Petty
- Musique : Ben Frost
- Montage : Nick Meyers
- Production : Jessica Brentnall
- Sociétés de production[4] : Screen Australia, Magic Films, Screen NSW, Deluxe Australia, Spectrum Films, Big Ears Productions, Fulcrum Media Finance
- Sociétés de distribution : Paramount Pictures, Transmission (Australie), Sundance Selects (États-Unis), ARP Sélection (France)
- Budget de production : 3 000 000 AUD
- Pays d'origine :  Australie
- Langue : Anglais
- Format[5] : Couleurs - 1.85 : 1 - 35 mm Son DTS Dolby Digital SDDS
- Genre : Drame et érotique
- Durée : 102 minutes
- Dates de sorties en salles[6] : 
  - Australie : 23 juin 2011
  - États-Unis : 2 décembre 2011
  - France : 16 novembre 2011
- Classification : 
  - France : interdit aux moins de 16 ans[7]

## Distribution
- Emily Browning : Lucy[8]
- Rachael Blake : Clara
- Michael Dorman : Cook
- Mirrah Foulkes : Sophie
- Henry Nixon (en) : Mark
- Bridgette Barrett : serveuse du dîner
- Hannah Bella Bowden : serveuse du dîner
- Alan Cardy : convive au dîner
- Peter Carroll : premier homme
- Les Chantery : le conducteur
- Benita Collings : convive au dîner
- Eden Falk : Thomas
- Anni Finsterer : coiffeuse
- James Fraser : le type au ticket
- Robin Goldsworthy : colocataire
- Vernon Hayman : convive au dîner
- Chris Haywood : le deuxième homme
- Paul W. He : Student Boyfriend
- Hugh Keays-Byrne : le troisième homme
- Amit Kelkar : le conférencier
- Sarah Kinsella : serveuse du dîner
- Ewen Leslie : Birdmann
- Tammy Macintosh : collègue de travail
- Ivy Mak : femme d'affaires
- Tracy Mann :  esthéticienne à l'épilation
- Stephanie Menere : serveuse du dîner
- Lauren Orrell : serveuse du dîner
- Nathan Page : homme d'affaires 2
- Kelly Paterniti : l'étudiante (salle de bain)
- Lizzie Schebesta : fille à l'hôtel particulier
- Natalia Siwek : serveuse du dîner
- Justin Smith : Hallelujah Businessman
- Sarah Snook : colocataire
- Pearl Tan : la pédicure
- Jamie Timony : Student Doctor
- Joel Tobeck : Businessman 1
- Sonny Vrebac : Agent (comme Sinisa Vrebac)
- Hannah Wang : Student Girlfriend
- Daniel Webber : Spy Shop Assistant
- Matthew Whittet : Chef - Dinner Party 1

## Le casting
Mia Wasikowska était pressentie pour tourner le rôle de Lucy, mais devant tourner le film Jane Eyre de Cary Fukunaga, ce fut Emily Browning qui obtint ce rôle.
Julia Leigh a demandé à Emily Browning de visionner Antichrist de Lars von Trier afin d'étudier la performance de Charlotte Gainsbourg.

## Film interdit aux moins de 16 ans
En France, la commission de classification des œuvres cinématographiques désirant classer Sleeping Beauty dans la catégorie « Interdit aux moins de 16 ans », pour "incitation à la prostitution", une vive opposition se déclencha,. Julia Leigh et Michèle Halberstadt firent appel au Ministère de la Culture, mais le ministre Frédéric Mitterrand a confirmé aussitôt cette interdiction. La distribution du film se fera dans un circuit de salles très restreint.
C'est la première fois qu'une œuvre présentée en compétition officielle au Festival de Cannes et projetée à 19h30 reçoit cette classification.

## Accueil critique
Le film rencontre un succès commercial modeste, rapportant environ 3 000 000 dollars australien au box-office mondial.
Il a reçu un accueil critique moyen, recueillant 49 % de critiques positives, avec une note moyenne de 5,2/10, sur le site agrégateur de critiques Rotten Tomatoes.